# Moncef Cheikhrouhou
Moncef Cheikhrouhou ou Moncef Cheikh-Rouhou (arabe : المنصف شيخ روحه), de son nom complet Mohamed Moncef Cheikhrouhou, né le 2 novembre 1945 à Sfax, est un économiste tunisien. Il est chercheur et professeur affilié d'économie managériale et de finance internationale à l'École des hautes études commerciales (HEC) de Paris (France).
Ses domaines d'intérêt concernent les implications économiques, financières et stratégiques des rapprochements entre l'Union européenne et les économies émergentes qui lui sont voisines. Il porte une attention particulière au rôle joué par les institutions financières internationales dans le développement des relations entre l'Europe, la Méditerranée et l'Afrique.
Durant sa carrière, Cheikhrouhou est tour à tour enseignant dans différents instituts et universités dans le monde jusqu'en 1981, vice-président de la municipalité de Carthage de 1981 à 1987, fondateur et directeur de banques d'affaires, fondateur d'institutions financières et économiques en Tunisie et en Chine, membre du Conseil économique et social des Nations unies, directeur des publications du groupe de presse familial Dar Assabah et membre de l'assemblée constituante.

## Biographie

### Jeunesse
Il est issu d'une famille d'origine sfaxienne et d'une fratrie de sept enfants. Il est le fils ainé de Habib Cheikhrouhou qui contribue en 1956 à la libération de la Tunisie auprès de Habib Bourguiba en donnant naissance au quotidien indépendant Assabah en 1951.
Il étudie au collège Sadiki de Tunis puis au lycée Louis-le-Grand de Paris. En juin 1968, après avoir obtenu un diplôme d'ingénieur en mécanique de l'École centrale Paris, il émigre en Union soviétique.
En 1970, il décide de poursuivre des études d'économie et de finance aux États-Unis et obtient un MBA et un PhD de l'université de Californie à Berkeley. De 1973 à 1981, il fait partie du corps professoral permanent de l'École des hautes études commerciales de Paris et de Berkeley. À la demande de l'État tunisien, il retourne dans son pays d'origine en 1981 afin d'assumer des responsabilités de création et de direction d'institutions financières.

### Carrière
En tant que représentant de l'État, il fonde en 1981 puis dirige durant deux ans l'Institut de financement du développement (IFID) spécialisé dans la recherche financière et la formation supérieure de managers et dirigeants pour les banques, les compagnies d'assurance et les ministères des finances du Maghreb.
En 1982, lorsque la Tunisie commence à rencontrer des difficultés économiques, il présente avec Saleh Abdullah Kamel (en) l'idée de financement participatif sous forme de partenariat public-privé (PPP) pour créer une banque d'investissement méditerranéenne, la BEST Bank, appartenant à 80 % au groupe saoudien Dallah Al-Baraka. Ce partenariat, à travers la création de la BEST Bank en 1983, permet de financer le projet de réaménagement des lagunes des berges du lac de Tunis[réf. incomplète]. Il assure la direction de la banque durant dix ans.

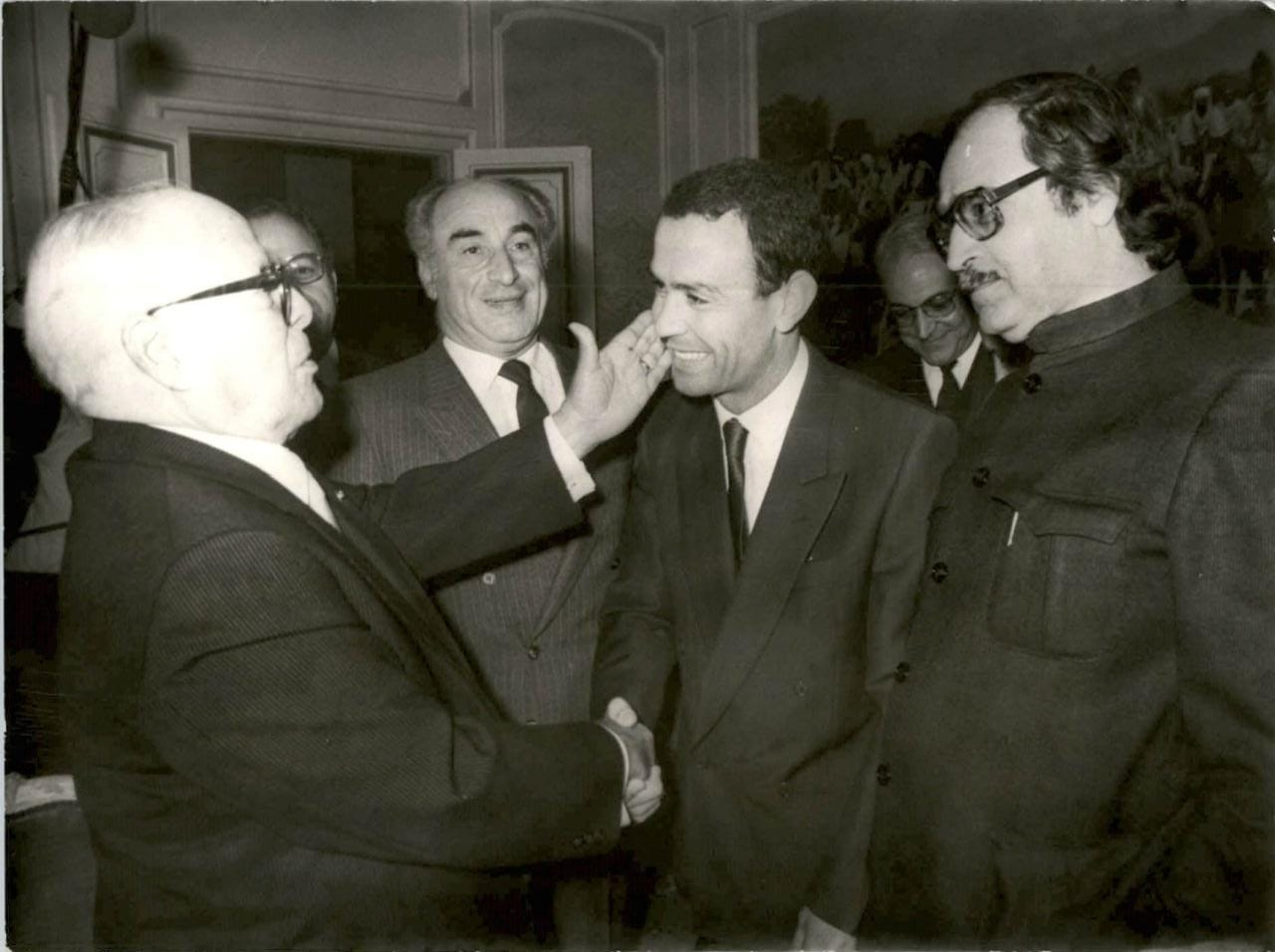
Habib Bourguiba, Mohamed Mzali, Moncef Cheikhrouhou et Saleh Abdullah Kamel.

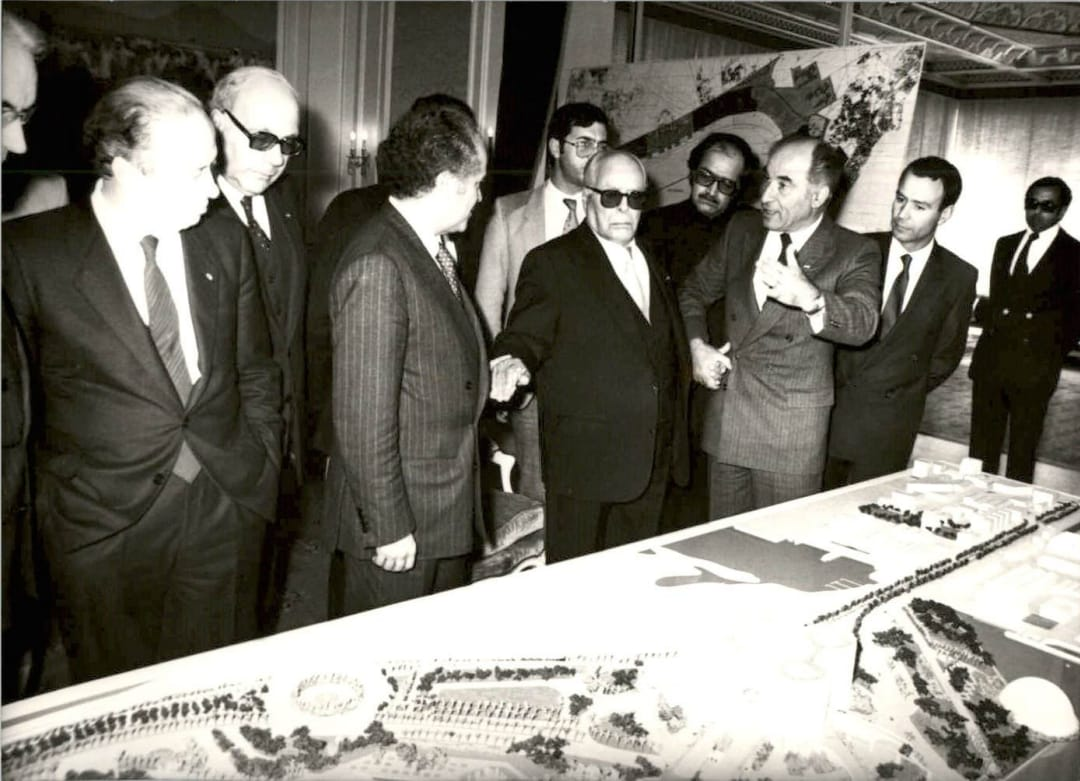
Béji Caïd Essebsi, Habib Bourguiba, Saleh Abdullah Kamel et Moncef Cheikh-Rouhou lors de la présentation des premières maquettes du projet de réaménagement des Berges du Lac en 1983.

Après le décès de son père en 1994, Cheikhrouhou reprend la direction du groupe de presse familial Dar Assabah. En 1995, il fonde puis préside l'International Maghreb Merchant Bank qui exerce encore sur le marché maghrébin tout en fonctionnant sous la tutelle des autorités monétaires tunisiennes.
Mais, pour avoir défendu la liberté de la presse, Cheikhrouhou dit subir durant sept ans des pressions telles que des procès en série, des manipulations par des agents du palais présidentiel et des difficultés financières causées par l'Agence tunisienne de communication extérieure. Depuis 1999, il vit en partie en exil à Paris, avec sa femme d'origine vietnamienne et ses deux enfants.
Le 7 juin 2006, au siège de BNP Paribas, il reçoit le prix Vernimmen, distinction créée en 1998 en hommage à Pierre Vernimmen, professeur et banquier français réputé pour ses travaux sur la finance d'entreprise. Le prix récompense Cheikhrouhou pour « l'excellence de son enseignement » dans les programmes du groupe HEC Paris.
En 2009, à la demande du gouvernement chinois, il fonde puis dirige le programme Executive MBA destiné au patronat à Pékin.
Le 5 septembre 2011, le Parti démocrate progressiste annonce que Cheikhrouhou est sa tête de liste dans la première circonscription de Tunis pour l'élection de l'assemblée constituante. Le 23 octobre, il figure parmi les seize élus du parti.
À la suite du cinquième congrès du Parti démocrate progressiste (7 au 9 avril 2012) couronné par la création d'Al Joumhouri, Cheikhrouhou dénonce la mauvaise gouvernance et l'absence de démocratie au sein du parti dont il démissionne. Il cofonde le courant réformateur avec des cadres et militants du PDP, notamment huit des élus à l'assemblée constituante dont Mohamed Hamdi, porte-parole du groupe démocratique à l'assemblée, avant qu'ils ne rejoignent l'Alliance démocratique. Il se présente comme candidat aux élections législatives de 2014, en tant que tête de liste de l'Alliance démocratique dans la première circonscription de Tunis, mais sa liste ne remporte aucun siège.

### Procédure judiciaire
Après une affaire opposant la BEST Bank au contentieux de l'État, qui d'après son avocat, est « montée de toutes pièces » en 2009 afin de lui exproprier ses parts du groupe familial, et dont les faits seraient datés de 1988, Moncef Cheikhrouhou tient à se présenter devant le tribunal de première instance de Tunis pour montrer qu'il est prêt à comparaître avant que n'intervienne l'immunité parlementaire qu'il a acquise à la suite de son élection au sein de l'assemblée constituante. Cheikhrouhou est acquitté en première instance le 2 décembre 2011. 
Pour pouvoir assister à l'audience de la même affaire en appel, il tient à se présenter devant le tribunal une seconde fois et, le 25 février 2012, demande lui-même à la commission du règlement interne de l'assemblée de ne plus bénéficier de son immunité parlementaire. À la suite d'un premier refus de la commission, Cheikhrouhou insiste et, le 2 avril, son immunité parlementaire est finalement levée. Le 9 mai, il indique avoir été à nouveau blanchi.

### Vie privée
Moncef Cheikhrouhou est marié et père de deux garçons, Tarak et Khaled,,.

## Articles
- « La démocratie, un impératif national », Assabah, 11 février 1990
- « La crise du Golfe et la démocratie dans le monde arabe », Vision (bulletin du Center for Strategic and International Studies), avril 1991
- « La convertibilité du dinar », L'Économiste maghrébin, mars 1992
- « Le système bancaire et financier tunisien », Jeune Afrique, 1993
- « Des inégalités en général… et du chômage en particulier », L'Économiste maghrébin, mai 1996